# Coupe de Suisse de football 1931-1932
Navigation
Édition précédente Édition suivante
La Coupe de Suisse 1931-1932 est la septième édition de la Coupe de Suisse, elle débute le 30 août 1931 et s'achève le 3 avril 1932 avec la victoire du Grasshopper Club Zurich qui remporte son troisième titre.

## Compétition

### Quarts de finale
Les quarts de finale ont lieu le 7 février 1932.
| Équipe 1                | Résultat | Équipe 2                  |
| ----------------------- | -------- | ------------------------- |
| FC Bâle                 | 6 – 3    | FC La Chaux-de-Fonds      |
| Grasshopper Club Zurich | 3 - 1    | Blue Stars Zurich         |
| Lausanne                | 5 - 0    | Young Boys                |
| Urania Genève Sport     | 1 - 1    | Young Fellows Zurich (de) |

Match d'appui le 28 février 1932 :
| Équipe 1                  | Résultat | Équipe 2            |
| ------------------------- | -------- | ------------------- |
| Young Fellows Zurich (de) | 2 - 6    | Urania Genève Sport |

### Demi-finales
| Équipe 1 | Résultat | Équipe 2                |
| -------- | -------- | ----------------------- |
| Lausanne | 1 - 2    | Urania Genève Sport     |
| FC Bâle  | 1 - 8    | Grasshopper Club Zurich |

### Finale
| 3 avril 1932 | Grasshopper Club Zurich | 5 - 1   | Urania Genève Sport | Stade du Hardturm, Zurich |                      |
|              |                         | (2 - 0) |                     | Spectateurs : 18 000      | Spectateurs : 18 000 |